# 圣但尼站
圣但尼站，有时又称为“圣但尼客运站”，是法国的一个铁路车站，位于法国城市圣但尼，位于巴黎北郊，属于第三收费区（Zone 3）。

## 位置
圣但尼站位于圣但尼的市镇范围内，塞纳河右岸。车站大致呈南北走向，正门开口朝东，西侧亦有出入口。

## 设施
圣但尼站设有人工售票窗口和法兰西岛区域列车的自动售票机，以及自动闸机及无障碍通过通道，所有进入圣但尼站站台的乘客均需持有法兰西岛通勤卡（Navigo）或纸质车票。站内设有人行地下通道，可连接各个方向的站台，但其中靠近中央的两个站台为通过线，没有任何列车停靠，为安全起见，这两个站台未向公众开放。
圣但尼站的开放时间为6:00至次日1:15（全年）。

## 停靠线路
圣但尼站仅停靠RER和Transilien，长途线路的列车需要到巴黎北站换乘。
以下列车线路在圣但尼站停靠：
| 圣但尼站列车线路表           |                 |           |                   |                        |
| 起点                         | 上一站          | 线路      | 下一站            | 终点                   |
| 克雷伊/奥里城-夸             | 皮埃尔菲特-斯坦 | [T] · (D) | 法兰西体育场      | 科尔贝埃松             |
| 古桑维尔/维利耶勒贝勒-戈内斯 | 皮埃尔菲特-斯坦 | [T] · (D) | 法兰西体育场      | 默伦/马勒塞布          |
| 巴黎                         | 巴黎北          | [T] · [H] | 埃皮奈-维勒塔讷斯 | 吕扎什/佩尔桑-博蒙     |
| 巴黎                         | 巴黎北          | [T] · [H] | 埃皮奈-维勒塔讷斯 | 佩尔桑-博蒙/圣勒拉福雷 |
| 巴黎                         | 巴黎北          | [T] · [H] | 埃皮奈-维勒塔讷斯 | 蓬图瓦兹               |

## 配套交通

### 市内交通
| 圣但尼站附近的市内公共交通线路        |                          | |
| 公交车站名称                          | 位置                     | 停靠线路                                                                                            |
| Gare de Saint-Denis 圣但尼-火车站     | 圣但尼站前方（运河西侧） | - ：莱库尔蒂耶站 ↔ 努瓦西勒塞克站                                                                   |
| Gare de Saint-Denis 圣但尼-火车站     | 圣但尼站前方（运河东侧） | - ：圣但尼-巴黎门站 ↔ 维勒塔讷斯-大学/塞纳河畔埃皮奈-奥日蒙                                         |
| Gare de Saint-Denis RER 圣但尼-快铁站 | 圣但尼站正门（东侧）     | - 170路：巴黎-丁香门站 ↔ 圣但尼-快铁站 - 44路：巴黎-火车东站 ↔ 塞纳河畔皮埃尔菲特-皮埃尔菲特-斯坦站 |
| Gare de Saint-Denis RER 圣但尼-快铁站 | 圣但尼站后门（西侧）     | - 254路：圣但尼-快铁站 ↔ 昂甘莱班-火车站 - 274路：勒瓦卢瓦-伏尔泰维里耶 ↔ 圣但尼-快铁站             |
| 1.                                    |                          | |

## 临近车站
| 圣但尼站（Gare de Saint-Denis） |                    |                           |
| 上行车站                        | 线路               | 下行车站                  |
| 法兰西体育场-圣但尼站 1.9km ←   | 巴黎－里尔铁路     | 皮埃尔菲特-斯坦站 → 3.9km |
| （起点）                        | 圣但尼－迪耶普铁路 | 埃皮奈-维勒塔讷斯站 → 3km |
| - 本表仅显示运营中的线路及车站  |                    |                           |